# Huinsermolen
Huinsermolen – wiatrak w miejscowości Húns, w gminie Littenseradeel, w prowincji Fryzja, w Holandii. Młyn wzniesiono w 1829 r. W 1958 r. zamontowano w nim silnik. Był restaurowany w latach 1978-80. Młyn wciąż pozostaje w użyciu. Posiada on trzy piętra, przy czym powstał na jednopiętrowej bazie. Jego śmigła mają rozpiętość 21,80 m. Wiatrak służy głównie do pompowania wody za pomocą śruby Archimedesa.